# Jacques Stern (homme politique)
Pour les articles homonymes, voir Jacques Stern et Stern.
Pour les autres membres de la famille, voir Famille Stern.
Jacques Stern, né le 14 avril 1882 à Paris et mort le 21 décembre 1949 à New York aux États-Unis, est un banquier et homme politique français.

## Biographie

### Vie familiale
Petit-fils d'Otto Bemberg et petit-neveu d'Antoine Jacob Stern , il épouse Simone de Leusse, petite-fille du député Paul-Louis de Leusse. Il a eu avec Simone de Leusse deux enfants : Rosita Stern (1926), épouse de Jacques Dewez, et Jacques-Loup Stern (1932-2002).

### Carrière financière
Banquier, il préside le conseil d'administration de la Compagnie des chemins de fer du Sud de la France.
À la tête d'une des plus grosses fortunes de France, il possède un hôtel particulier aux Champs-Élysées, 24, avenue Gabriel, et une écurie de courses.

### Carrière politique
Il est attaché au cabinet de Léon Bourgeois.
Conseiller général des Basses-Alpes (canton d'Annot) de 1925 à 1934, il est député ARD des Basses-Alpes de 1914 à 1919 et de 1928 à 1936.
Il est successivement sous-secrétaire d'État à la Marine militaire du 23 décembre 1930 au 27 janvier 1931 dans le gouvernement Théodore Steeg, ministre de la Marine marchande du 26 octobre au 26 novembre 1933 dans le gouvernement Albert Sarraut (1) et ministre des Colonies du 24 janvier au 4 juin 1936 dans le gouvernement Albert Sarraut (2).

## Mandats
- Conseiller général des Basses-Alpes (canton d'Annot) de 1925 à 1934.
- Député ARD des Basses-Alpes de 1914 à 1919 et de 1928 à 1936[2].
- Sous-secrétaire d'État à la Marine militaire du 23 décembre 1930 au 27 janvier 1931 dans le gouvernement Théodore Steeg;
- Ministre de la Marine marchande du 26 octobre au 26 novembre 1933 dans le gouvernement Albert Sarraut (1);
- Ministre des Colonies du 24 janvier au 4 juin 1936 dans le gouvernement Albert Sarraut (2).

## Décorations
- Commandeur de l'ordre du Mérite maritime, de plein droit en tant que ministre de la Marine marchande[3].

## Ouvrage
- Les colonies françaises : passé et avenir, préface de Robert Tenger, New York : Brentano's , 1943
- The French colonies, past and future, traduit du français par Norbert Guterman, Didier, New York, 1944[4]

## Sources
- « Jacques Stern (homme politique) », dans le Dictionnaire des parlementaires français (1889-1940), sous la direction de Jean Jolly, PUF, 1960 [détail de l’édition]

### Articles liés
- Banque Stern
- Famille Stern